# Un gentilhomme (téléfilm)

Un gentilhomme est un téléfilm de Laurent Heynemann, sur un scénario de Jean Cosmos, avec Daniel Russo dans le rôle du marquis d'Amblezy-Sérac, et Yannick Renier dans celui du narrateur, Charles Varnat. Il été programmé sur France 3 le 31 mars 2010, dans le cadre de la série Contes et nouvelles du XIXe siècle.

## Adaptation
Il s'agit d'une très libre adaptation du roman homonyme de l'écrivain français Octave Mirbeau. Comme ce roman, publié après la mort du romancier, est resté en chantier, la difficulté des adaptateurs était d'imaginer une fin. 

## Fiche technique
- Date de diffusion : 31 mars 2010
- Réalisateur : Laurent Heynemann
- Scénario d'après Un gentilhomme d'Octave Mirbeau

## Distribution
- Daniel Russo : le marquis d'Amblezy
- Yannick Renier : Charles Varnat
- Christophe Vandevelde : Victor
- Philippe Uchan : Lerible
- Philippe Rigot : Berget
- Anne Caillon : Mathilde
- Gaëlle Bona : Sylvette
- François Rostain : Rousseau
- Vincent Solignac : Maître Houzeau
- Xavier Maly : Maître Poivret